# 拓跋紇根
拓跋紇根（?—?），代国宗室，拓跋什翼犍第五子，拓跋寔君、拓跋寔、拓跋翰、拓跋阏婆的弟弟，魏道武帝拓跋珪的叔父。他曾孙元弼的墓志铭，称他名字为根，封清河桓王。
376年，拓跋什翼犍重病，前秦天王苻坚派苻洛、张蚝等人率军攻打代国。拓跋寔君联合拓跋什翼犍侄子拓跋斤作乱，杀死父亲什翼犍和阏婆等兄弟篡位。前秦趁机发兵，消灭了代国。拓跋紇根可能在这次政变中被杀。淝水之战、苻坚败死后，386年，拓跋寔的儿子拓跋珪建立北魏，以拓跋紇根的儿子拓跋顗（拓跋突），为清河桓王、肆州刺史，拓跋虔为陈留桓王。